# Matriz de Nossa Senhora da Imaculada Conceição
A Matriz de Nossa Senhora da Imaculada Conceição, é um templo católico, histórico e localizado no município de Matias Cardoso, no norte de Minas Gerais, no Brasil. Com 33 metros de comprimento, 20 metros de largura e com duas torres de 20 metros de altura, a matriz está situada na Praça Cônego Maurício, no centro da cidade, a 300 metros da margem direita do Rio São Francisco. A Igreja Matriz de Nossa Senhora da Imaculada Conceição é a igreja mais antiga do estado de Minas Gerais.

## História

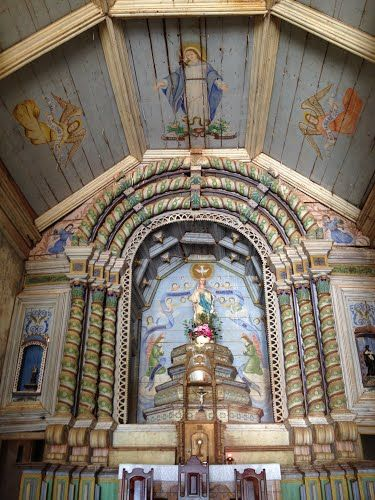
Altar da Igreja de Nossa Senhora da Conceição.

Foi erguida entre 1670 e 1673  e provavelmente a construção mais antiga do Estado que ainda se encontra de pé, com pedra fundamental datando da época do desbravamento dos bandeirantes no atual território mineiro, anterior ao ciclo do ouro e da criação da Capitania de São Paulo e Minas D’Ouro. A construção da matriz teve suas origens nas expedições de bandeiras da nova leva de desbravadores oriundos de São Paulo que, além de se dedicarem à agricultura e à pecuária, buscavam também escravos índios e acabaram se fixando naquela região do Norte de Minas, próximo à divisa com a Bahia. Entre estes desbravadores, Mathias Cardoso de Almeida, um bandeirante de origem portuguesa radicado em São Paulo, contratado pelo governo da Capitania Bahia para combater os povos indígenas e os negros aquilombados que ameaçavam invadir as plantações de cana-de-açúcar e os pastos de criação de gado. Em 1660, o grupo de Mathias Cardoso se estabeleceu na região, fundando alguns arraiais, fazendas e o povoado de Morrinhos, onde hoje se situa a sede do município de Matias Cardoso. O lucrativo comércio de gêneros alimentícios com a cidade de Salvador e a existência de um caminho ligando o povoado à cidade baiana, além da criação de gado e da pacificação da área, proporcionou enriquecimento ao povoado de Morrinhos, que construiu uma igreja de grandes dimensões para a época, dedicada à Nossa Senhora da Conceição.

## Patrimônio Histórico

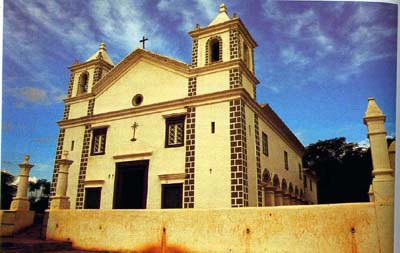
Igreja de Nossa Senhora da Conceição após restauração.

Em 1954, a matriz foi tombada pelo Instituto do Patrimônio Histórico e Artístico Nacional.
No seu interior, imagens portuguesas esculpidas em madeira policromada do século XVII, como as de Sant'Anna Mestra, Nossa Senhora de Bonsucesso e São Miguel, decoravam o altar. Em 13 de agosto de 2008, estas imagens foram furtadas da igreja, sendo que o trabalho de recuperação das imagens, não encontradas até o momento, envolve a participação da Polícia Federal e da Interpol.